# لا گرانج (کالیفرنیا)
لا گرانج (به انگلیسی: La Grange) یک منطقهٔ مسکونی در ایالات متحده آمریکا است که در شهرستان استانیسلاس، کالیفرنیا واقع شده‌است.